# Veolia term
Veolia term S.A. (dawniej Praterm S.A., Dalkia term S.A.) – polskie przedsiębiorstwo działające w branży ciepłowniczej, elektroenergetycznej i na rynku biomasy. Rocznie firma produkuje ok. 5 mln GJ energii cieplnej.
Spółka publiczna, od 2004 roku do 15 maja 2008 roku notowana na Giełdzie Papierów Wartościowych w Warszawie. Od 20 maja 2008 roku wszystkie akcje spółki Praterm S.A. posiadała Dalkia Polska S.A. Z dniem 22 sierpnia 2008 Giełda Papierów Wartościowych wykluczyła akcje Pratermu z obrotu giełdowego.
Centrala spółki mieści się w Warszawie. 

## Historia
- 1983 Marka Praterm pojawia się na rynku jako nazwa prywatnej firmy świadczącej usługi dla ciepłownictwa.
- 1995 Powstaje firma Relpol Centrum Sp. z o.o. zajmująca się dystrybucją przekaźników oraz modernizacją systemów ciepłowniczych.
- 1998 Relpol Centrum kupuje 85% udziałów w Przedsiębiorstwie Energetyki Cieplnej Sztum.
- 1999 Nabycie udziałów w PEC Pasłęk.
- 2000 Pozyskanie inwestora finansowego (funduszu typu venture capital).
- 2001 Zakup MPEC Bytów, elektrociepłowni Giga w Świdniku i Ciepłowni Miejskiej w Porębie.
- 2002 Zakup ZEC Świecie i ZEC Przasnysz, przekształcenie w spółkę aukcyjną i zmiana nazwy na Praterm S.A.
- 2003 Zakup udziałów w PEC Zamość, MPEC Międzyrzec Podlaski i MPEC Tarnowskie Góry.
- 2004 Zakup PEC Lidzbark Warmiński i PEC Chrzanów, wejście spółki na giełdę.
- 2005 Zakup EC Kraśnik, ciepłowni w Modlinie, ciepłowni Atex w Zamościu, ciepłowni w Dobrym Mieście.
- 2006 Zakup ciepłowni w Gniewie i elektrociepłowni w Radomsku.
- 2007 Zakup ciepłowni w Sosnowcu, udziałów w spółkach Bioenergia i Eurobiomass, ciepłowni i Przedsiębiorstwa Energetyki Cieplnej w Jarocinie, ciepłowni w Ornecie.
- 2008 Zakup Przedsiębiorstwa Energetyki Cieplnej w Kraśniku, zakupienie przez Dalkia Polska S.A. 100% pakietu akcji w Praterm S.A. skutkujące wykluczeniem akcji spółki z obrotu giełdowego, zawiązanie wraz z Gminą Miejską Szczytno spółki Praterm Szczytno Sp. z o.o., mającej prowadzić działalność w zakresie zaopatrzenia w ciepło mieszkańców Szczytna.
- 2009 Praterm S.A. zmienił nazwę na Dalkia term S.A.

## Oprogramowanie SZARP
Przedsiębiorstwo rozwijało własne oprogramowanie typu SCADA o nazwie SZARP (System Zbierania ARchiwizacji i Prezentacji danych). W październiku 2007 oprogramowanie zostało udostępnione na licencji GNU GPL.